# 阿鲁科尔沁旗博物馆
阿鲁科尔沁旗博物馆简称阿旗博物馆，是一家位于中国内蒙古自治区阿鲁科尔沁旗新区天元大街的历史类博物馆。阿鲁科尔沁旗博物馆成立于1987年，曾用名阿鲁科尔沁旗文物事业管理所。截至2010年，阿旗博物馆馆藏文物为8589件，其中国家一级文物54件。博物馆以辽、金、元三代出土文物为特色。阿鲁科尔沁旗博物馆目前免费对外开放。

## 历史
阿鲁科尔沁旗博物馆原名阿鲁科尔沁旗文物事业管理所，成立于1987年。此前，阿鲁科尔沁旗博物馆的藏品属于阿鲁科尔沁旗文化馆管理。1958年至1958年，旗文化馆只有3件（组）藏品，至1970年代增长至450件（组），1979至1987年间文化馆下设的的文物组通过文物征集、收购，成功地使馆藏扩充至2300件（组）。1987年3月，阿鲁科尔沁旗文物事业管理所成立。1998年（一说1997年12月），阿鲁科尔沁旗文物事业管理所改名阿鲁科尔沁旗博物馆，因此也有资料称阿鲁科尔沁旗博物馆成立于1998年。2006年，阿鲁科尔沁旗博物馆开始筹建新馆。

## 馆藏
截至2010年，阿鲁科尔沁旗博物馆馆藏文物数为8589件（组），含国家一级文物54件（组）、国家二级文物130件（组）、国家三级文物214件（组），涵盖陶瓷、青铜、钱币、玉器、金银器多个收藏门类。馆藏辽、金、元三朝的出土文物为藏品的核心。主要藏品包括辽代镂花鎏金铜冠、辽代捶揲铜覆面、辽代编织五角花型金饰件、辽代錾刻缠枝花纹包金水晶心型璎络坠、水晶圆柱型璎络坠等。阿鲁科尔沁旗宝山辽代壁画贵族墓出土的《杨贵妃教鹦鹉图》（也称《杨贵妃教鹦鹉颂经图》、《颂经图》）号为博物馆的镇馆之宝。

## 展览
阿鲁科尔沁旗博物馆现分四个展厅，即历史文物展厅、民族文物展厅、现代成就展厅和爱国主义教育基地展厅。